# Кварантано-Кардези
Кварантано-Кардези је насеље у Италији у округу Ређо ди Калабрија, региону Калабрија.
Према процени из 2011. у насељу је живело 219 становника. Насеље се налази на надморској висини од 43 м.